# Rock'n'Roll Dance Party
Rock'n'roll dance party är The Playtones debutalbum som släpptes den 3 februari 2010 . På albumet återfinns studioversioner av flera av bandets tolkningar från Dansbandskampen 2009. Albumet belönades med Guldklaven i kategorin Årets album 2010. Albumet blev år 2010 det tredje mest sålda album i Sverige.

## Låtlista
1. Sofie
2. Fairytale
3. Nu tar jag min chans
4. Play that Rock'n'Roll
5. Save the Last Dance for Me
6. Crying over You
7. Oh Judy
8. Dagny
9. En platta av vinyl
10. Brand New Bop
11. Älskade ängel
12. Förlåt mig om du kan
13. Två solröda segel
14. Du är allt för mig
15. Excuse Me

## Listplaceringar
| Lista (2010) | Position |
| ------------ | -------- |
| Sverige      | 1        |

### Fotnoter
1. ↑  Information i Svensk mediedatabas.
2. ↑  ”Listor över de mest sålda skivorna 2010”. Sveriges Television. 27 januari 2011. https://www.svt.se/kultur/listor-over-de-mest-salda-skivorna-2010. Läst 17 oktober 2021.
3. ↑  Listplacering